# Aristebulea
Aristebulea is een geslacht van vlinders van de familie van de grasmotten (Crambidae), uit de onderfamilie van de Spilomelinae. De wetenschappelijke naam voor dit geslacht is voor het eerst gepubliceerd in 1968 door Eugene Gordon Munroe en Akira Mutuura.

## Soorten
- A. nobilis (Moore, 1888)
- A. principis Munroe & Mutuura, 1968